# 佛列德·卡波斯
佛列德·史蒂文·卡波斯（英語：Frederick Steven Couples；1959年10月3日—），美國男子職業高爾夫球運動員，前世界第一，曾於職業賽事中勝出過64次，包括1992年的美國名人賽，以及1984和96年的球員錦標賽。

## 流行文化
1993年，世嘉Game Gear曾推出過一款名為《佛列德·卡波斯高爾夫》（Fred Couples Golf）的電子遊戲。

## 外部連結
- 佛列德·卡波斯在PGA巡迴賽的官方網站
- 佛列德·卡波斯在歐洲巡迴賽官方網站
- 佛列德·卡波斯在男子高爾夫世界排名的官方網站